# Xestia ochreago
Xestia ochreago là một loài bướm đêm thuộc họ Noctuidae. Nó được tìm thấy ở Địa Trung Hải và châu Á. Ở châu Âu nó được tìm thấy ở vùng núi của Tây Ban Nha, the Mountains ở miền đông Balkan và Anpơ. Loài này có ở độ cao lên đến 2500 mét.
Sải cánh dài 37–39 mm. Adults are mainly day-active và are on wing from the end of tháng 6 đến tháng 8 làm một đợt per year. Con trưởng thành có thể tìm thấy trên hoa của loài Scabiosa, Adenostyles và Cirsium spinosissimum.
Ấu trùng ăn nhiều loại cây, bao gồm Verbascum và Tussilago farfara.

## Hình ảnh

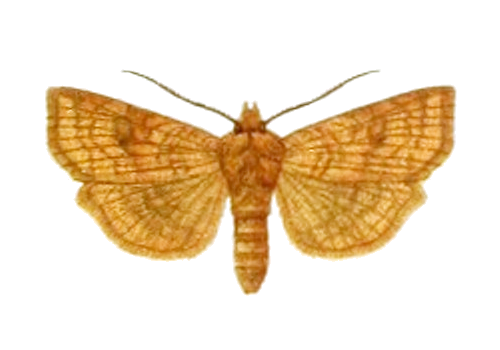